# 小豆島温泉
小豆島温泉（しょうどしまおんせん）は香川県の小豆島に湧出する温泉の総称。源泉により、小豆島温泉オリビアンの湯、小豆島温泉塩の湯、オリーブ温泉、サン・オリーブ温泉、湯元オリーブ温泉、里枝温泉と名づけられている。

## 小豆島温泉オリビアンの湯

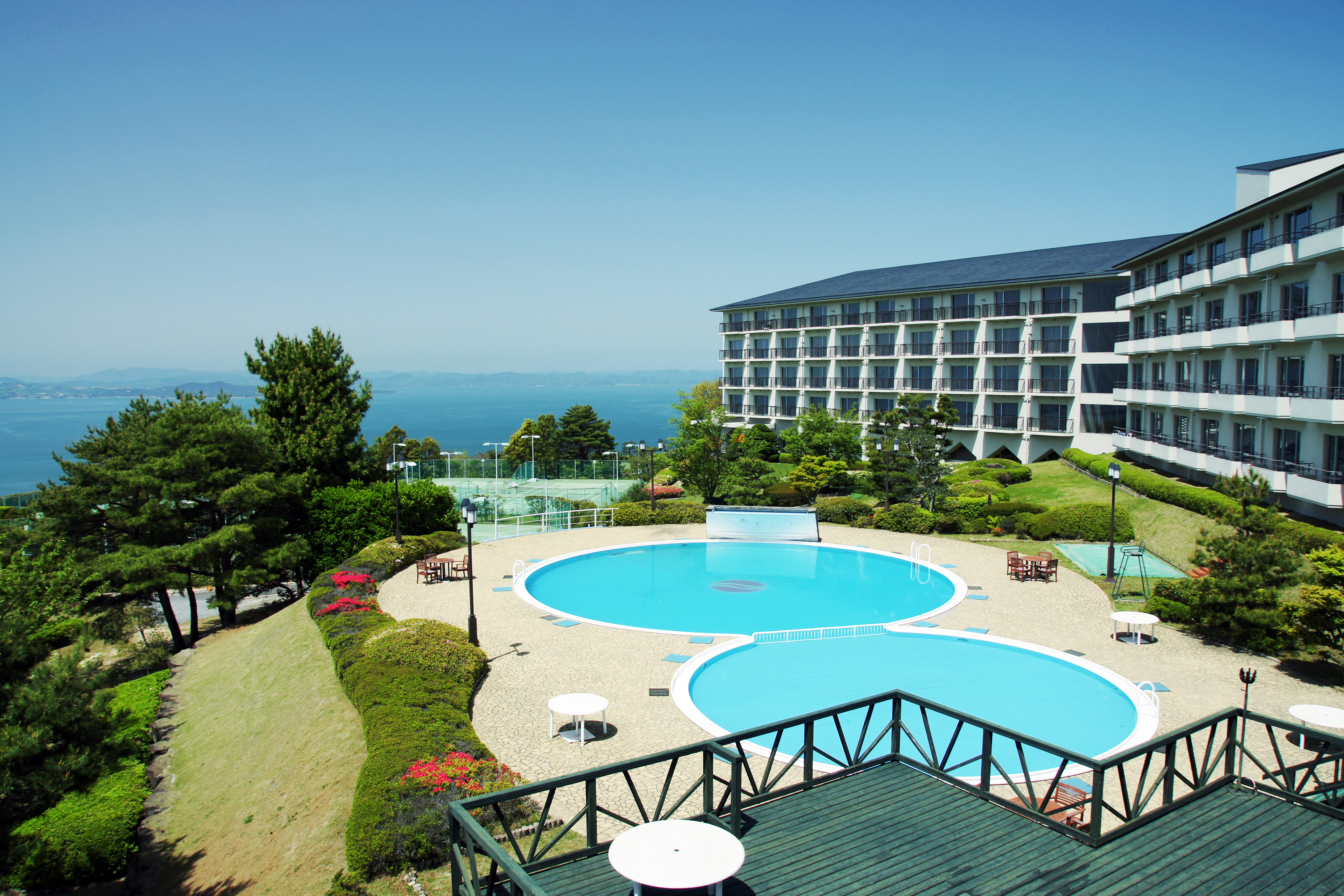
オリビアン小豆島夕陽ヶ丘ホテル

オリビアン小豆島夕陽ヶ丘ホテル内に源泉がある。
- 所在地 - 香川県土庄町（北緯34度31分11.6秒 東経134度13分17.2秒 / 北緯34.519889度 東経134.221444度）
- 交通アクセス - 小豆島オリーブバスの各バス停、土庄港からの送迎バス
- 泉質 - アルカリ性単純温泉
- 泉温 - 42.7℃、28℃
- 湧出量 - 260t/日
- pH - pH9
- 液性の分類 - アルカリ性
- 浸透圧の分類 -
- 宿泊施設数 - 4（オリビアン小豆島夕陽ヶ丘ホテル、小豆島国際ホテル、ホテルニュー海風、ホテルグリーンプラザ小豆島）

## 小豆島温泉塩の湯
小豆島地区の第1号源泉で1996年（平成8年）に小豆島オーキドホテルの付帯施設「小豆島温泉塩の湯」として開業した。2024年（令和6年）4月1日に小豆島オーキドホテルの温泉浴場を改修し、建築家長坂常の監修により施設名「島湯」の名でリニューアルオープンした。なお、施設リニューアル後も源泉名は「小豆島温泉塩の湯」である。
- 所在地 - 香川県土庄町甲（北緯34度29分18秒 東経134度10分19.1秒 / 北緯34.48833度 東経134.171972度）
- 交通アクセス - 土庄港徒歩1分
- 泉質 -
- 泉温 - 19.5℃[1]
- 湧出量 - 40l/分（動力揚湯）[1]
- pH - 6.9[1]
- 液性の分類 -
- 浸透圧の分類 -
- 宿泊施設数 - 1（小豆島オーキドホテル）

## オリーブ温泉 満天の湯
マルナカ新土庄店内に源泉がある。カルシウム含有量は日本でトップクラスとされる。
- 所在地 - 香川県土庄町（北緯34度28分34.1秒 東経134度10分44.7秒 / 北緯34.476139度 東経134.179083度）
- 交通アクセス - 小豆島オリーブバス
- 泉質 - カルシウム・ナトリウム-塩化物泉ナトリウム（弱酸性低張性冷鉱泉）
- 泉温 - 31℃
- 湧出量 -
- pH -
- 液性の分類 - 弱酸性
- 浸透圧の分類 -
- 宿泊施設数 - 1（ホテル海廬、ほか日帰り入浴施設「オリーブ温泉」）

## サン・オリーブ温泉
小豆島オリーブ公園にある温泉。

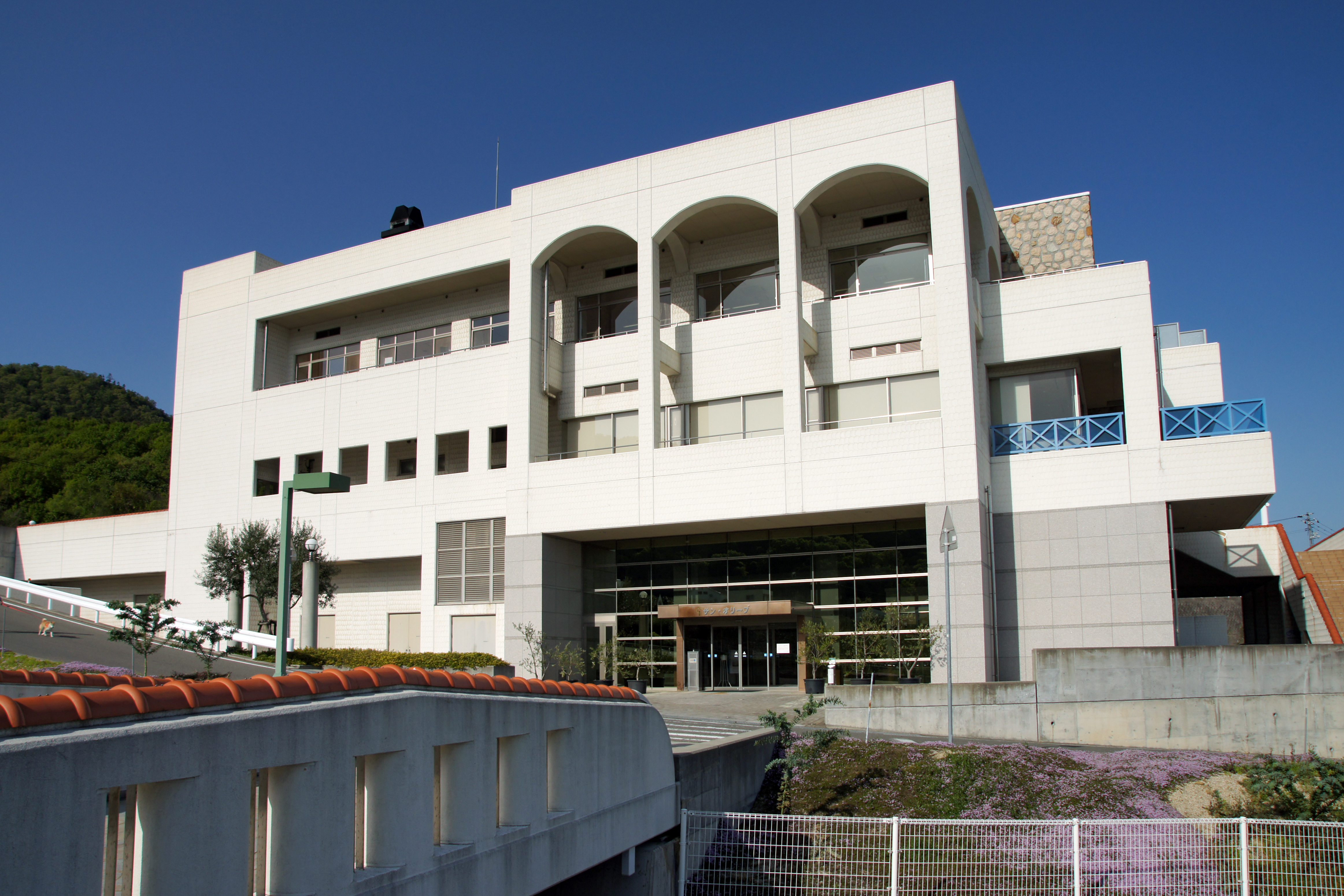
サン・オリーブ

- 所在地 - 香川県小豆島町西村（北緯34度28分22.3秒 東経134度16分25.2秒 / 北緯34.472861度 東経134.273667度）
- 交通アクセス - 小豆島オリーブバス「オリーブ公園口」徒歩6分
- 泉質 - 単純弱放射能泉
- 泉温 - 37.3℃
- 湧出量 - 115.200t/日
- pH -
- 液性の分類 -
- 浸透圧の分類 -
- 宿泊施設数 - 1（オリベックスうちのみ、ほか帰り入浴施設のサン・オリーブ）

## 湯元オリーブ温泉
内海湾に面するベイリゾートホテル小豆島に源泉がある。
- 所在地 - 香川県小豆島町古江（北緯34度27分42.8秒 東経134度18分58.3秒 / 北緯34.461889度 東経134.316194度）
- 交通アクセス - 小豆島オリーブバス
- 泉質 - 鉄(II)・二酸化炭素・ナトリウム・一炭酸水素塩塩化物温泉
- 泉温 - 42.4℃
- 湧出量 - 2161.440t/日
- pH -
- 液性の分類 -
- 浸透圧の分類 -
- 宿泊施設数 - 1（ベイリゾートホテル小豆島）

## 里枝温泉
醤の郷にある有形文化財の旅館「島宿真里」にあるメタケイ酸を含む温泉。2005年に湧出した。
- 所在地 - 香川県小豆島町苗羽（北緯34度27分59.5秒 東経134度19分23.6秒 / 北緯34.466528度 東経134.323222度）
- 交通アクセス - 小豆島オリーブバス「丸金前」バス停 徒歩5分
- 泉質 -
- 泉温 - 18.8℃
- 湧出量 - 61.920t/日
- pH -
- 液性の分類 -
- 浸透圧の分類 -
- 宿泊施設数 - 1（島宿真里）